# Сєріков Євген Віталійович
Євген Віталійович Сєріков (за частиною джерел Валерій, 11 вересня 1977) — український футболіст, що грав на позиції півзахисника. Відомий виступами за футбольні клуби «Таврія» у вищій українській лізі.

## Кар'єра футболіста
За даними сайту рідного клубу футболіста «Таврії» (на якому він названий «Валерій»), Сєріков є універсальним футболістом, який міг зіграти як у захисті, так і в півзахисті та нападі. Єдиний матч у вищій українській лізі Сєріков зіграв 12 травня 1995 року в складі «Таврії» в матчі з тернопільською «Нивою». Надалі у складі професійних команд футболіст не виступав.